# Nightmare (альбом)
| Оценки критиков   | Оценки критиков |
| Источник          | Оценка          |
| ----------------- | --------------- |
| 411Mania.com      | 9.0/10          |
| Allmusic          | [ 2 ]           |
| The A.V. Club     | C−              |
| CraveOnline       | 1/10            |
| Evigshed Magazine | 10/10           |
| Kerrang!          | [ 6 ]           |
| Metal Hammer      | 8/10            |
| Rock Sound        | 7/10            |
| Sputnikmusic      | 3.0/5           |

Nightmare — пятый студийный альбом калифорнийской группы Avenged Sevenfold, выпущен в США 26 июля 2010 года. Продюсером выступил Майк Элизондо. Сведение материала происходило в Нью-Йорке. Nightmare — первый альбом Avenged Sevenfold без The Rev'а — барабанщика A7X из оригинального состава, одного из основателей группы. Он ушёл из жизни 28 декабря 2009 года. После его смерти осталось несколько демозаписей песен для нового альбома, над которым он активно работал. Этот материал был использован уже при студийной записи и сведении альбома: например в песне «Fiction» использован его вокал. Сессионным барабанщиком при записи материала стал Майк Портной из Dream Theater (он являлся одним из кумиров The Rev'а, и был приглашён группой в феврале 2010 года). Майк Портной оставался с A7X до конца 2010 года и играл с группой на всех концертах того периода.

## Написание и запись
В конце 2009 года, через два года после того, как Avenged Sevenfold выпустили одноимённый альбом, и четыре года после того, как они опубликовали свой прорыв в музыкальную индустрию, выпустив в 2005 City of Evil, группа начала работу над своим следующим альбомом.
Именно тогда, 28 декабря 2009, тело Джеймса Салливана было обнаружено в его доме. Это несчастье заставило группу приостановить работу над альбомом в течение некоторого времени. В последующие месяцы Майк Портной из Dream Theater (который оказал большое влияние на Салливана и остальных участников группы) согласился закончить запись ударных треков для альбома:

«Даже при обычных обстоятельствах я был бы счастлив помочь ребятам каким-либо образом, так как я думаю Avenged Sevenfold являются великой группой, но в этих невероятно печальных и трагических обстоятельствах я должен сказать, что для меня большая честь помочь им записать ударные. Когда мне предложили — я, даже не думая, сказал "да". Эти ребята — настоящая семья, это невероятно эмоциональный опыт — быть здесь с ними в первый раз без их брата. Но они приняли меня в семью с распростёртыми объятиями, и я надеюсь не подвести их на записи. Участвуя в записи альбома, я отношусь с большим уважением к Джимми, к его барабанным партиям, которые он писал для песен и запись которых он хотел сделать. И хотя мне хотелось бы остаться с Avenged Sevenfold в качестве постоянного члена группы, — мне нужно будет продолжить работу с Dream Theater, чтобы записать новый альбом в 2011 году. Тем не менее, я смогу присоединиться к своим друзьям из Avenged Sevenfold по крайней мере на время их гастролей в течение 2010 года».

Через пару месяцев, появились уведомления об альбоме; короткое сообщение от Заки Вэндженса было размещено на официальном сайте Avenged Sevenfold 17 апреля 2010: «Альбом завершён. Нет слов, которыми можно описать чувство, слушая этот альбом по дороге домой в 4 часа утра».
М. Шэдоус и Синистер Гейтс, в интервью радио «The Pulse», подтвердили присутствие Джимми Салливана на записи. По словам участников группы, он оставил вокал (к их счастью, чётким и записанным) до его смерти, который они использовали в записи. Записанные барабаны и вокал оставили нетронутыми, альбом останется последней записью группы в «золотом составе». Также, члены группы рассказали некоторые подробности о новом альбоме в интервью радио «Hard Drive»:
«Новый альбом Nightmare, посвящён памяти Джимми, и хотя это не совсем концептуальный альбом, он центрируется вокруг Джимми, последняя песня с ним в альбоме называется «Fiction», которая сначала была озаглавлена как «Death». Это была последняя песня, которую Джимми написал для альбома, и, когда он принёс её, он сказал: „Вот, это последняя песня для этой записи“. А затем, 3 дня спустя, он умер».
Для группы эта пластинка далась нечеловеческими усилиями. Сквозь слёзы, боль и тяжёлые мысли, они шли к конечному результату — этому альбому, который стал посвящением покинувшему этот мир Джеймсу Оуэну Салливану, которого весь мир привык называть просто The Rev'ом. Группа проделала нелёгкий и полный душевных мучений путь ради того, чтобы донести до людей ту музыку, что делал их друг и брат Джимми, они сделали это в память о нём. Они любили его так сильно, как не всякий сможет любить своего друга, и ради него, Avenged Sevenfold готовы пойти на многое.
Песня «Save Me» стала на тот момент самой длинной работой Avenged Sevenfold, если не считать обеих частей песни «I Won't See You Tonight» из Waking the Fallen как единое целое. Слово "Skull", которое выкрикивается в начале песни, является последней записью Джимми Салливана в принципе. 
«Песня «God Hates Us» изначально предполагалась, как самая тяжёлая песня, которую мы когда-либо записывали». Из бесчисленных интервью следует, что всё-таки это удалось: «Это чертовски тяжёлая песня, которую мы, как группа, когда-либо делали, она будет выносом мозга!» Также, во время репетиции, фанат спросил у Шэдоуса, будет ли на ней скрим, на что Мэтт ответил — «да». Эта информация вызвала дополнительный ажиотаж к песне. В данной композиции вокалист часто использует такие приёмы, как фолскорд и гроул, что, начиная с City of Evil, почти не встречается в песнях группы.  Альбом в целом получился тяжелее предыдущих двух релизов. 
Песня «Fiction», которая включает вокальный дуэт М. Шэдоуса и Джимми Салливана, который также играет на клавишных в песне и является её автором, посвящена ему самому и его группе. Это единственная песня группы, записанная без гитар. 
Существенное отличие этого альбома — меньшее количество библейских ссылок, которые часто прослушиваются в предыдущих альбомах.
«Этот мир кошмаров и трагедии — чарующий и тёмный мир — будет услышан миллионами людей, и Салливан, сидя на облаке, будет довольно потирать руки», — высказались участники группы после окончания записи альбома.
Nightmare — это альбом, полный боли, тоски и одиночества людей, у которых отняли нечто, что было составляющей их душ и сердец. Нужны зрелость и мужество, чтобы не бросить начатое и завершить работу в такое тяжёлое время. Они смогли. Nightmare начал свой путь по миру с целью открыть людям мрачный, но прекрасный мир Avenged Sevenfold и их незаменимого барабанщика и просто талантливого музыканта Джимми "The Rev" Салливана.

## Выпуск и продвижение
Первый сингл — «Nightmare» был выпущен в цифровом формате 18 мая 2010 года. Для предварительного просмотра песня была выпущена 6 мая 2010 г. на Amazon.com, но вскоре была убрана по неизвестным причинам, однако, 10 мая 2010 года, 30-секундный отрезок песни вновь разместили, но на этот раз в SoundCloud и на официальном сайте группы. Группа также разместила в тот же день клип на песню на своём официальном канале YouTube, который зарегистрировал свыше 275 тысяч просмотров в течение в 24 часов.
3 июня 2010 года группа выпустила «Limited Edition» Nightmare, которые доступны для предварительного заказа только на веб-сайте, который содержит:
- Полный альбом Nightmare на CD.
- Расширенный буклет вместе с текстами песен и эксклюзивные произведения искусства.
- Размещённый синтетический буклет в кожаном переплёте с серебряным покрытием, и специальный крест «Nightmare».
- Ограниченная литография «24х36», анатомия «Deathbat», оригинальная работа по специальной текстурированной бумаге с серебристым тиснением «Deathbat».
- Мгновенная загрузка нового сингла — «Nightmare».

27 мая 2010 года группа показала обложку альбома по кусочкам, как мозаику в течение 18 дней, показав полное изображение 15 июня 2010 года, а также весь трек-лист.
29 июня 2010 года группа предоставила iTunes предварительный заказ на альбом, который содержит:
- Полный альбом Nightmare в цифровом качестве.
- Бонус-трек «Lost It All».
- Эксклюзивные фотографии.
- Клип «Nightmare».
- Кадры из-за кулис съёмок клипа «Nightmare».
- Письменное обращение для клипа «Nightmare».
- Клип «Nightmare» с текстом песни.
- Аудио-интервью продюсера альбома Майка Элизондо.
- Множество типов песни из рукописных заметок на бонус-трек «Lost It All».
- Эскизы, альбом, концепт-арт.

Песня «Buried Alive» была выложена на странице группы в Facebook'е 14 июля 2010 года, но позже была убрана из-за огромного числа скачиваний и людей, пытающихся получить доступ к видео. Проблема была решена 15 июля, когда видео было размещено на YouTube в качестве лирического видео, которое также содержит небольшие анимации. 19 июля 2010 года, превью «God Hates Us» было выложено на официальном сайте группы. Песню можно было прослушать, удерживая курсор на мерцающем логотипе Deathbat. В клипе можно услышать скрим М. Шадоуса.
20 июля 2010 года превью каждой песни альбома были выложены на Barnes & Noble. 21 июля песня «So Far Away» была выпущена на радио KROQ только на один день. Песня «Welcome to the Family» также была убрана 21 июля 2010, а также она была размещена на потоке радио KROQ 22 июля 2010 года. Когда KROQ спросили, когда будет выложена следующая песня, они ответили, что могут выложить лишь 3 трека.
22 июля 2010 года альбом и все 11 треков были выложены на серверах торрент-сайтов по всему Интернету. 23 июля пользователь под именем «Zacky Vengeance», возможно, двойник, выложил все 11 треков альбома на SoundCloud. По состоянию на 24 июля треки были удалены из SoundCloud. Бонус-трек «Lost It All», а также оригинальный демо-трек «Nightmare» с изображением Салливана за барабанами не убраны до сих пор. Альбом был загружен на YouTube несколько раз, но вскоре был удалён по просьбе WBR.
Harmonix объявил о том, что пакет из трёх песен Avenged Sevenfold включает в себя новый сингл. Nightmare стал доступен для покупки 27 июля, одновременно с выпуском альбома.

## Критика
Nightmare был встречен весьма положительными отзывами и был принят критиками теплее, чем их предыдущий альбом — Avenged Sevenfold.
На сайте KikAxeMusic.com разместили превью-обзор альбома 23 июля 2010 года, когда альбом был выпущен в Австрии и Швейцарии. Рецензент Джеймс Зан дал альбому оценку 5 из 5 и отметил, что «Nightmare — самый лучший и прекрасный альбом, который он когда-либо слышал от начала и до конца».
24 июля, Крис Делайн, писатель для Culturebully.com, похвалил альбом, сказав, «…то, что ставит альбом на вершину — это то, что он был не только создан с мучительной болью, но и то, что он очень хорош. А когда вы объединяете эти факторы: хороший альбом и цели, то у вас есть рецепт того, что тронет сердца поклонников и не поклонников, а также то, что в конечном итоге будет определять, как люди в будущем будут помнить вас в течение многих лет, если не десятилетий».
В августе 2010 в журнале Metal Hammer, Терри Бецер дал альбому оценку 8 из 10. В своём обзоре он дал высокую оценку участникам группы за их мужество, несмотря на смерть The Rev’а и назвал его «…данью погибшему другу». Он также высоко оценил Майка Портного за участие в альбоме и нашёл его достойной заменой Джимми.
Universal Rock Report также высоко оценил его, говоря: «Мы уверены, что легче слушать музыку, которая может относиться ко всем. И это именно то, что Avenged Sevenfold понимают, и делают для создания не только идеальной дани уважения одному из лучших барабанщиков в новом тысячелетии, но и альбома, который может эффективно донести эти мрачные чувства, и тем, что может заставить слушателя почувствовать. Avenged Sevenfold заслуживают похвалы». Они дали высокую оценку песням «So Far Away», «God Hates Us» и «Fiction», в частности, заявив, что на «God Hates Us», «M. Shadows кричит с такой яростью и чистой ненавистью, что звучит, как будто заливается слезами».
Circle Six Magazine дал альбому чрезвычайно положительную рецензию. Главный редактор Эрик Бигер в заключение сказал: «Nightmare можно судить только в свете трагических событий, которые предшествовали этому альбому. Из-за этого трудно критиковать альбом, через который слушатель получает музыкальный опыт, становясь наблюдателем этого горя и процесса восстановления. Но в то же время, как неприятно порой говорить, альбом должен быть признан не только как важное дополнение к дискографии A7X, но и как сильное заявление о потере того, кого мы любим, и поведение в период жизни после их смерти».
Арва Хайдера из London Metro дал альбому среднюю рецензию, дав ему 3 балла из 5. Хайдер заявил, что «Nightmare является свидетельством безукоризненного создания pop-metal, с тихим/громким пением, контрастом быстрых и медленных темпов, таких как в «Buried Alive». К сожалению, часто так выходит...».
Distorted News дал альбому 10 из 10 говоря, что: «Nightmare — просто удивительный альбом. Много равных частей интенсивной и красивой, мелодичной и жестокой музыки. Идеальный способ почтить память Джимми».
Detroit Examiner дал альбому 5 из 5 говоря: «С первых нот элегических колоколов на первом треке „Nightmare“ и до эпического окончания трека „Save Me“, этот альбом проходит сквозь глубокую страсть, которая электризует слуховые ощущения и рисует кошмар внутри вас».

## Список композиций
| №                   | Название                 | Длительность |
| ------------------- | ------------------------ | ------------ |
| 1.                  | «Nightmare»              | 6:14         |
| 2.                  | «Welcome to the Family»  | 4:07         |
| 3.                  | «Danger Line»            | 5:30         |
| 4.                  | «Buried Alive»           | 6:43         |
| 5.                  | «Natural Born Killer»    | 5:17         |
| 6.                  | «So Far Away»            | 5:29         |
| 7.                  | «God Hates Us»           | 5:21         |
| 8.                  | «Victim»                 | 7:31         |
| 9.                  | «Tonight the World Dies» | 4:43         |
| 10.                 | «Fiction»                | 5:14         |
| 11.                 | «Save Me»                | 10:56        |
| Общая длительность: | Общая длительность:      | 66:47        |

| №   | Название      | Длительность |
| --- | ------------- | ------------ |
| 12. | «Lost It All» | 3:57         |

## Даты выхода

### CD
| Регион               | Дата            |
| -------------------- | --------------- |
| Австрия, Швейцария   | 23 июля 2010    |
| Новая Зеландия       | 26 июля 2010    |
| США                  | 26 июля 2010    |
| США, Канада, Франция | 27 июля 2010    |
| Япония, Швеция       | 28 июля 2010    |
| Австралия            | 30 июля 2010    |
| Германия             | 27 августа 2010 |

## Участники записи

### Avenged Sevenfold
- М. Шэдоус or Matt Davies — вокал
- Синистер Гейтс or Gavin Burrough — ритм и соло-гитара, бэк-вокал
- Заки Вэндженс or Kris Coombs-Roberts — ритм-гитара, бэк-вокал,  акустика на "So Far Away"
- Джонни Крайст or Richard Boucher — бас-гитара, бэк-вокал
- Джеймс Салливан or Ryan Richards — ударные, клавишные, бэк-вокал (черновики записей), «Fiction» - автор бэки, клавишные; «Save Me» - автор, скрим на "Save Me"

### Приглашённые музыканты
- Майк Портной — ударные
- Брайн Хэйнер, Ст. — гитара в «Tonight the World Dies» и «So Far Away»
- Шарлот Гибсон — бэк-вокал
- Джесси Колинс — бэк-вокал
- Давид Палмер — фортепиано, клавишные
- Stevie Blacke — струнные
- Стьюард Коул — труба
- Майк Элизондо — клавишные

### Продюсеры
- Майк Элизондо
- Энди Уэллис — микширование

## Позиции в чартах
| Чарт (2010)                         | Позиция |
| ----------------------------------- | ------- |
| Австралия (ARIA)                    | 9       |
| Австрия (Ö3 Austria)                | 33      |
| Бельгия/Фландрия (Ultratop)         | 67      |
| Бельгия/Валлония (Ultratop)         | 87      |
| Канада (Canadian Albums Chart)      | 2       |
| Нидерланды (Album Top 100)          | 47      |
| Финляндия (Suomen virallinen lista) | 1       |
| Франция (SNEP)                      | 136     |
| Германия (Offizielle Top 100)       | 36      |
| Италия (Classifica album)           | 47      |
| Япония (Oricon)                     | 12      |
| Новая Зеландия (RMNZ)               | 2       |
| Норвегия (VG-lista)                 | 14      |
| Швейцария (Schweizer Hitparade)     | 65      |
| Швеция (Sverigetopplistan)          | 9       |
| Испания (PROMUSICAE)                | 57      |
| Великобритания (UK Albums Chart)    | 5       |
| США (Billboard 200)                 | 1       |